# Noetiphilus elongatus
Noetiphilus elongatus är en kräftdjursart som beskrevs av Arthur Sperry Pearse 1947. Noetiphilus elongatus ingår i släktet Noetiphilus och familjen Pseudocycnidae. Inga underarter finns listade i Catalogue of Life.